# Michel Laperrière
Pour les articles homonymes, voir Laperrière.
Michel Laperrière est un acteur canadien né le 3 juin 1958.

## Filmographie

### Cinéma
- 1994 : Windigo : Yves St-Hilaire
- 1994 : Si belles : Conrad
- 1996 : Pudding chômeur : détective Villemure
- 1996 : L'Homme perché : client de taxi
- 1997 : Les Mille Merveilles de l'univers : docteur Shoot
- 2000 : La Vie après l'amour : pharmacien
- 2000 : La Moitié gauche du frigo : Joseph Dagenais, président de DNR Systems
- 2001 : Karmina 2 : inspecteur
- 2004 : L'Incomparable Mademoiselle C. : premier ministre Roger Rancourt
- 2005 : C.R.A.Z.Y. : psychothérapeute
- 2006 : Roméo et Juliette : père de l'ami de Roméo
- 2009 : Au Théâtre des Cascades : lui-même
- 2009 : De père en flic : maire de Montréal
- 2011 : Café de Flore : psychothérapeute
- 2011 : La Peur de l'eau : lieutenant Asselin
- 2014 : Miraculum : monsieur Thibault
- 2016 : Ça  décolle! : Richard Lachance
- 2021 : Une révision de Catherine Therrien : Jean lamothe

### Télévision
- 1981 : Peau de banane : Michel Gagné
- 1991 : Lance et compte : Le retour du chat
- 1991 : Lance et compte : Le moment de vérité
- 1991 : Bombardier : Dr Lefebvre
- 1993 : Les grands procès : Me Brais
- 1993 : Scoop : Boudrias
- 1993 : Blanche : Dr Lambert
- 1993 : Sous un ciel variable : Bobby Fortier
- 1994 : Le Sorcier : curé Cyprien
- 1996 : Les héritiers Duval : Me Gingras
- 1996 : Le Retour : Bruno Hemelin
- 1997 : Lapoisse et Jobard : Lapoisse
- 1998 : KM/H : témoin de Jéhovah
- 1999 : Histoires de filles : Roch Lafleur
- 2001 : La Vie, la vie : Dallaire
- 2002 - 2011  : Une grenade avec ça? : Danny Pitre
- 2003 : Grande Ourse : Édouard Paquette
- 2007 - 2008 : Bob Gratton : ma vie, my life : Henri-Paul
- 2010 : Il était une fois dans le trouble : Louis Labonté
- 2012 : Mauvais Karma : Me Paoliot
- 2012 : Yamaska (TV) : Mario Roy
- 2014 : Trauma : Raymond Meilleur
- 2014 : Les Beaux Malaises : Pierre
- 2014 : L'Appart du 5e: Pierre-Paul, père Justine et Marianne Pellan
- 2016 : Série noire : l'homme politique
- 2017 : District 31 (15 épisodes) : François Jalbert, directeur du SPGM
- 2019 - 2023 : 5e rang : Joseph Ménard-Perron, alias "Joe"
- 2022 : Indéfendables : Me André Lapointe

## Récompenses et Nominations

### Récompenses
- 2005 : meilleur show français de Vrak Tv.
- 2002 : Prix Gémeaux: Meilleure interprétation - rôle de soutien masculin: La vie la vie